# Calli Cox
Calli Cox (Kristy Jo Connelly, Robinson, Illinois, 26 de febrer de 1977) és una actriu pornogràfica estatunidenca. Cox es graduà en la Universitat de l'Est d'Illinois com a mestra. Després d'un any de l'ensenyament, va decidir continuar treballant com a ballarina exòtica a temps complet, treballant al Silver Bullet a Urbana (Illinois) sota el nom de Christy. Feu una pel·lícula adulta per a la Playboy TV, i protagonitzà la seua primera pel·lícula hardcore el 2001.

## Premis i nominacions
- 2002: Adult Stars Magazine – Best Newcomer
- 2002: AVN Award nominee – Best New Starlet[4]
- 2002: AVN Award nominee – Best Group Sex Scene (Video) – Service Animals 2
- 2002: AVN Award nominee – Best Group Sex Scene (Video) – X-Rated Auditions 3
- 2003: AVN Award nominee – Female Performer of the Year
- 2003: AVN Award nominee – Best Sex Scene Coupling (Video) – Shane's World 30